# Marcus Cunha
Marcus Antônio Soares da Cunha, ou apenas Marcus Cunha, (Bezerros, 14 de março de 1941) é um advogado e político brasileiro, outrora deputado federal por Pernambuco.

## Dados biográficos
Filho de José Reginaldo Cunha e Maria de Lurdes Soares da Cunha. Advogado formado em 1966 pela Universidade Católica de Pernambuco, fez carreira política no MDB, onde figurou como suplente de deputado federal em 1970, elegendo-se sucessivamente vereador no Recife em 1972, deputado estadual em 1974 e deputado federal em 1978. Filiado ao PMDB em 1980, conquistou novos mandatos de deputado estadual em 1982 e 1986. No ano seguinte assumiu a chefia da Casa Civil no governo Miguel Arraes e em 1988 perdeu a eleição para prefeito do Recife para Joaquim Francisco, candidato do PFL.
Derrotado ao buscar a reeleição para a Assembleia Legislativa de Pernambuco em 1990, foi assessor da prefeitura de Jaboatão dos Guararapes na administração Geraldo Melo a partir de 1991 e na prefeitura do Recife na administração Jarbas Vasconcelos a partir de 1993. Quando este foi eleito governador de Pernambuco em 1998, Marcus Cunha tornou-se assessor da Secretaria de Governo. Candidatou-se a segundo suplente de senador na chapa de Marco Maciel em 2010, não obtendo êxito.